# Pseudorhinoplus fulvus
Pseudorhinoplus fulvus är en stekelart som först beskrevs av Charles Thomas Brues 1926.  Pseudorhinoplus fulvus ingår i släktet Pseudorhinoplus och familjen bracksteklar. Inga underarter finns listade i Catalogue of Life.